# Kurali
Kurali là một thành phố và là nơi đặt hội đồng đô thị (municipal council) của quận Rupnagar thuộc bang Punjab, Ấn Độ.

## Địa lý
Kurali có vị trí 30°50′B 76°34′Đ / 30,83°B 76,57°Đ Nó có độ cao trung bình là 281 mét (921 feet).

## Nhân khẩu
Theo điều tra dân số năm 2001 của Ấn Độ, Kurali có dân số 23.039 người. Phái nam chiếm 53% tổng số dân và phái nữ chiếm 47%. Kurali có tỷ lệ 73% biết đọc biết viết, cao hơn tỷ lệ trung bình toàn quốc là 59,5%: tỷ lệ cho phái nam là 76%, và tỷ lệ cho phái nữ là 69%. Tại Kurali, 12% dân số nhỏ hơn 6 tuổi.